# Enterolobium contortisiliquum
Enterolobium contortisiliquum é uma árvore nativa e típica da flora brasileira, popularmente conhecida como tamboril, orelha-de-negro, timbaúva, orelha-de-macaco, entre outros - é uma espécie de planta com flor da família das Fabaceae.

## Descrição
Suas folhas são bipinadas (em que os pecíolos se mostram duas vezes divididos) com nervuras pouco visíveis que saem de um único ponto e são pouco ramificadas; as folhas são compostas e possuem uma glândula entre os folíolos e no pecíolo.
Suas flores ocorrem em capítulo globoso, medindo de um a quatro centímetros e contendo entre dez a vinte flores; em cada flor a corola tem aproximadamente o dobro do tamanho do cálice.
Os frutos, em forma de vagem (leguminosa, portanto) são de cor preta, secos, e ocorrem uma vez ao ano. Seu formato recurvado faz lembrar uma orelha; a superfície é lisa, glabra (sem pelos), com uma reentrância profunda junto ao pedicelo e possui de duas até uma dúzia de sementes. Ao serem esmagados, apresentam cheiro adocicado e farelo grudento.
As sementes são lisas, em forma de elipse, com tegumento liso, duro e lustroso, e são exalbuminosas (sem conteúdo nutritivo presente).

### Reprodução

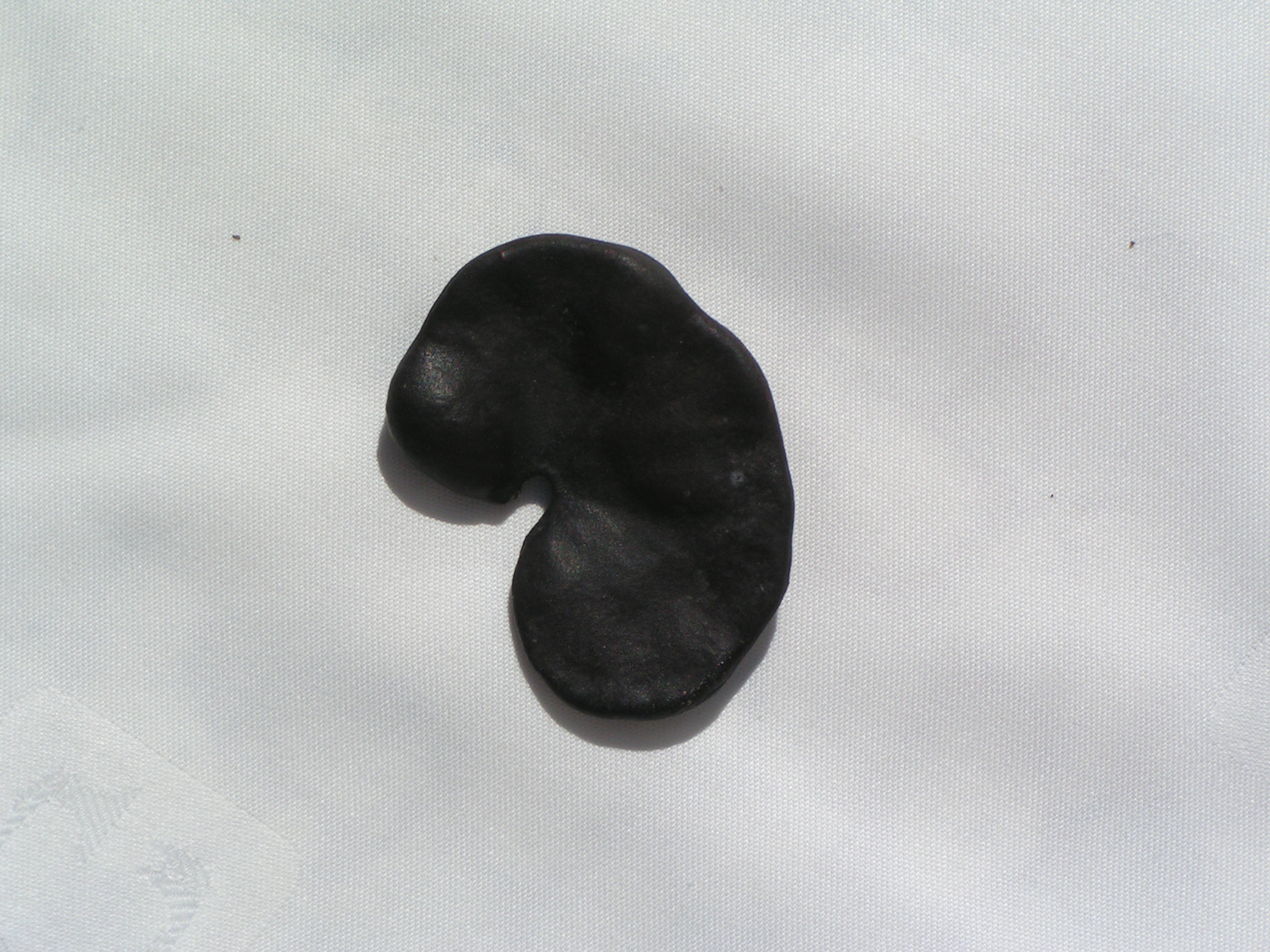
Fruto

Por a semente possuir tegumento, a semente passa por um período de dormência que pode ser interrompido pela escarificação que ocorre naturalmente com a ação de micro-organismos, mudanças de temperatura ambiente e a ação de animais que se alimentam do fruto; artificialmente este processo pode se dar pela escarificação mecânica, química (com uso principalmente do ácido sulfúrico) ou mergulhando-se as sementes em água na temperatura ambiente.
Sua dispersão dá-se por zoocoria (ou seja, aquela feita por meio de animais).

## Utilização
Por ter raízes longas e grossas, as mesmas se prestam ao fabrico de jangadas; além disto tem usos medicinais, na produção de mel, celulose e carvão; pode ainda ser usada em construção e na arborização de cidades ou em paisagismo.

## Ocorrência
O tamboril ocorre nas florestas estacional semidecidual, ombrófila densa e estacional decidual.
Com isto ela ocorre, no Brasil, nos estados do Piauí, Ceará, Pernambuco, Sergipe e Bahia, na região Nordeste; em Goiás, Mato Grosso e Mato Grosso do Sul, na região Centro-Oeste; em Minas Gerais, Espírito Santo, Rio de Janeiro e São Paulo, no Sudeste e no Paraná, Santa Catarina e Rio Grande do Sul, no Sul. Neste último estado ocorre em todas as regiões, exceto naquelas em que há ocorrência da araucária.